# 부산 우암동 소막마을 주택
부산 우암동 소막마을 주택은 부산광역시 남구 우암동에 있는 건축물이다. 2018년 5월 8일 대한민국의 국가등록문화재 제715호로 지정되었다.
2023년 11월1일 홈페이지가 오픈하였다

## 개요
해방 이후 귀환 동포와 한국전쟁 중 부산으로 밀려드는 피란민들의 거주 공간 확보를 위해 '소(牛) 막사(幕舍)'를 주거시설로 변용(變容)한 것으로 당시 피난민의 삶을 잘 보여주고 있다. 또한, 산업화 시기 인근 지역에 조성된 공장, 항만 등으로 인해 이곳으로 유입된 노동자들의 생활공간으로서 오늘날까지도 그 기능을 유지해 오고 있다는 점에서 근대문화유산으로서의 의미를 부여할 수 있다.

## 참고 자료
- 부산 우암동 소막마을 주택 - 국가유산청 국가유산포털